# 巫山県
巫山県（ふざんけん）は中華人民共和国重慶市に位置する県。

## 地理
巫山県は重慶市東端部に位置し、東及び南は湖北省と、西は奉節県、北は巫渓県と接している。
三峡ダム地区の中心であり「渝東門戸」と称されてきた。巫峡の両岸に位置し、県政府は大寧河と長江の合流する所にある。東経109度33分から110度11分、北緯30度45分から23度28分の範囲にある。県内の地形は複雑で、南北は高地でその間は低くなって深い峡谷を形成しており、カルスト地形として発達している。山地の面積は96%、平坦な部分は4%。亜熱帯に属し季節風により湿潤な気候である。年平均気温は摂氏18.4度、年平均降水量は1041mm。

## 歴史・沿革
- 戦国時代、楚の巫郡の領域であった。

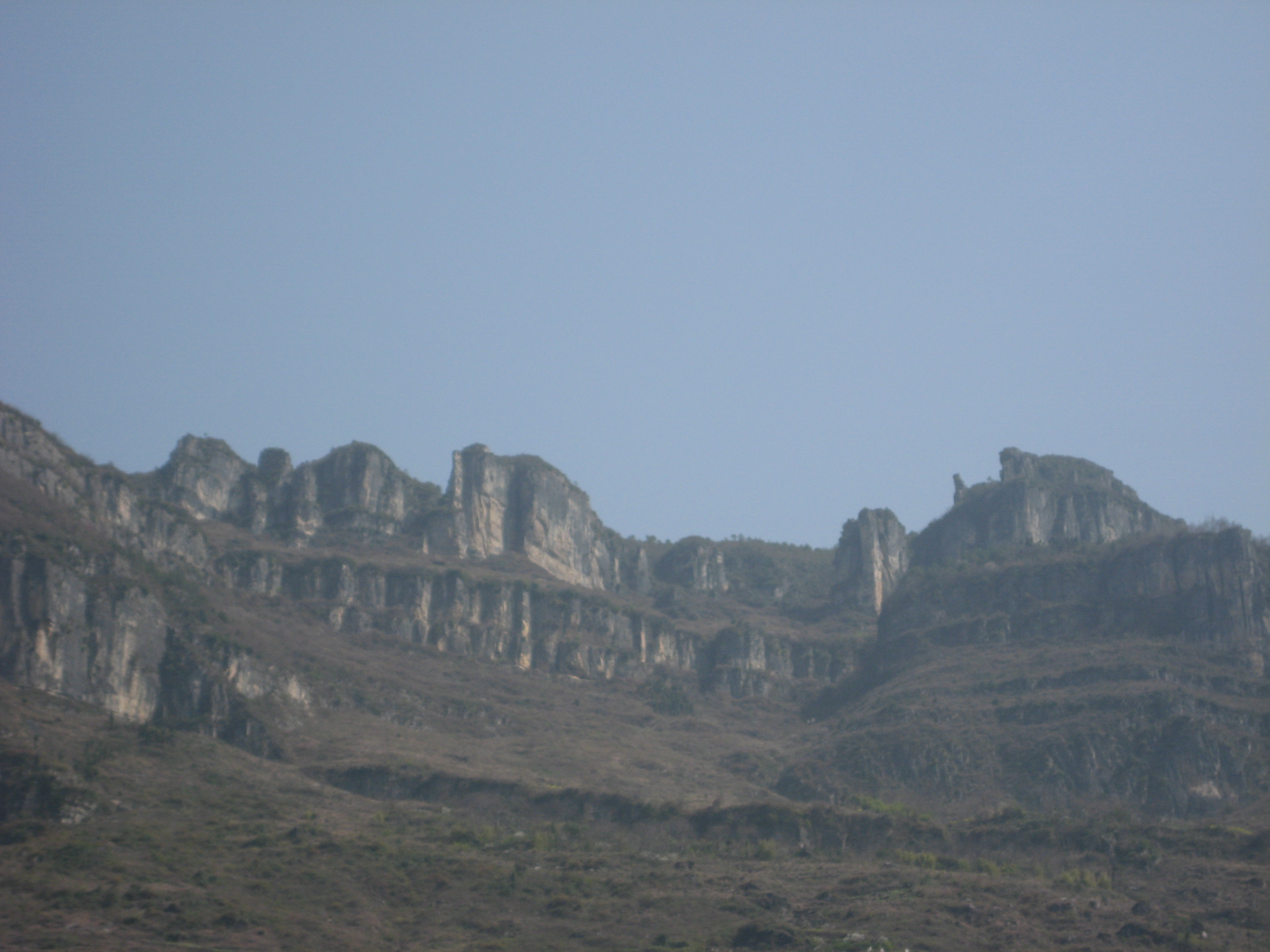
巫峡十二峰

- 紀元前277年（秦の昭襄王30年）、秦によって巫県となる。
- 211年（後漢の建安15年）、荊州の主となった劉備が巫県を分割して北井県を設置。
- 222年（蜀の章武2年）、県境付近が呉に属し、宜都郡の下に置かれる。
- 260年（呉の永安3年）、宜都郡を分割して建平郡を置き、巫県を治める。
- 268年（西晋の泰始4年）、巴東郡に属す。
- 583年（隋の開皇3年）、建平郡を設置し、巫山県と名称を改める。
- 1997年6月28日、重慶市の管轄下に入る。

## 行政区画

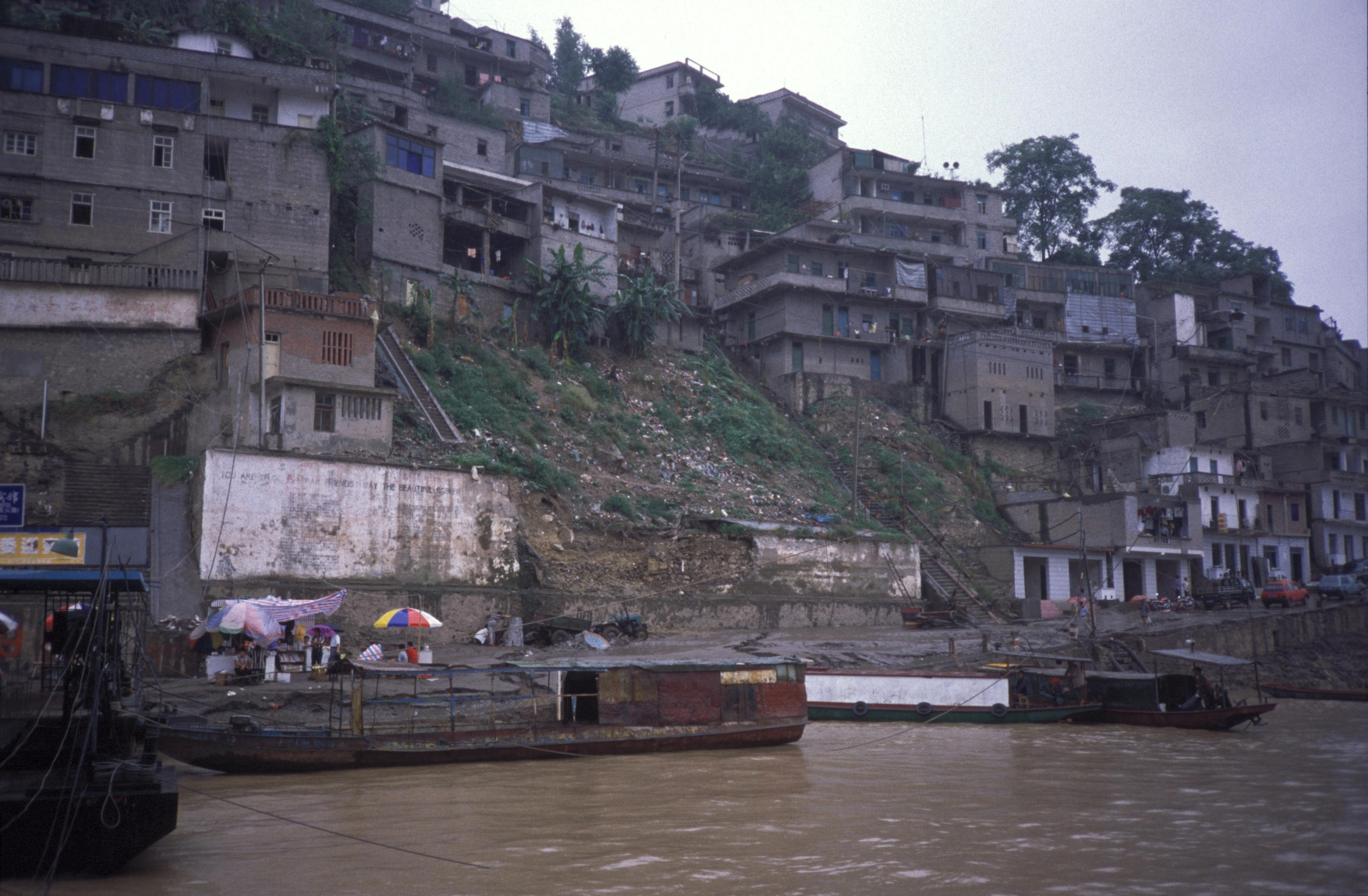
三峡ダム建設前の巫山県城（1999年）

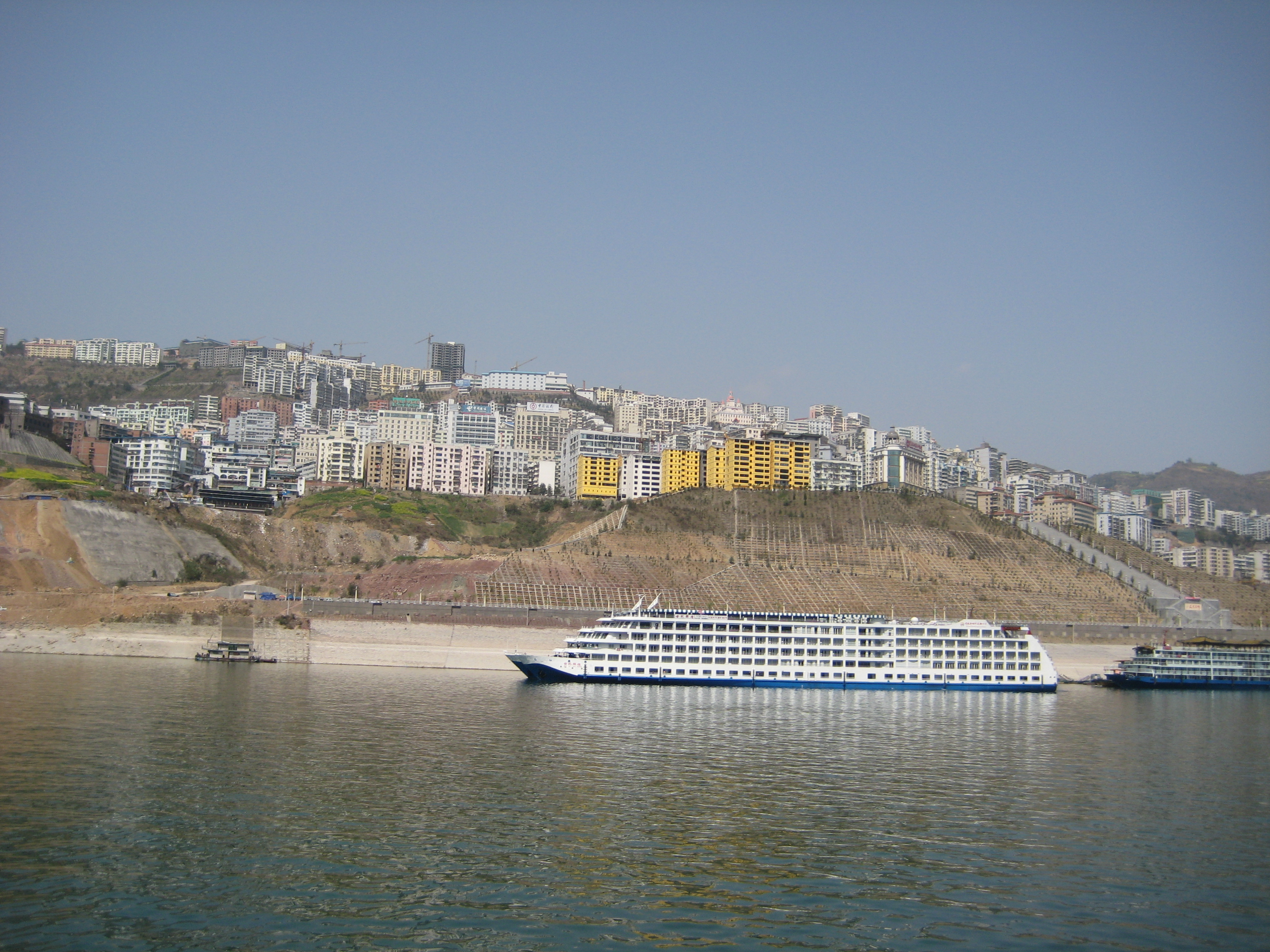
三峡ダム建設後に作られた巫山の新しい県城

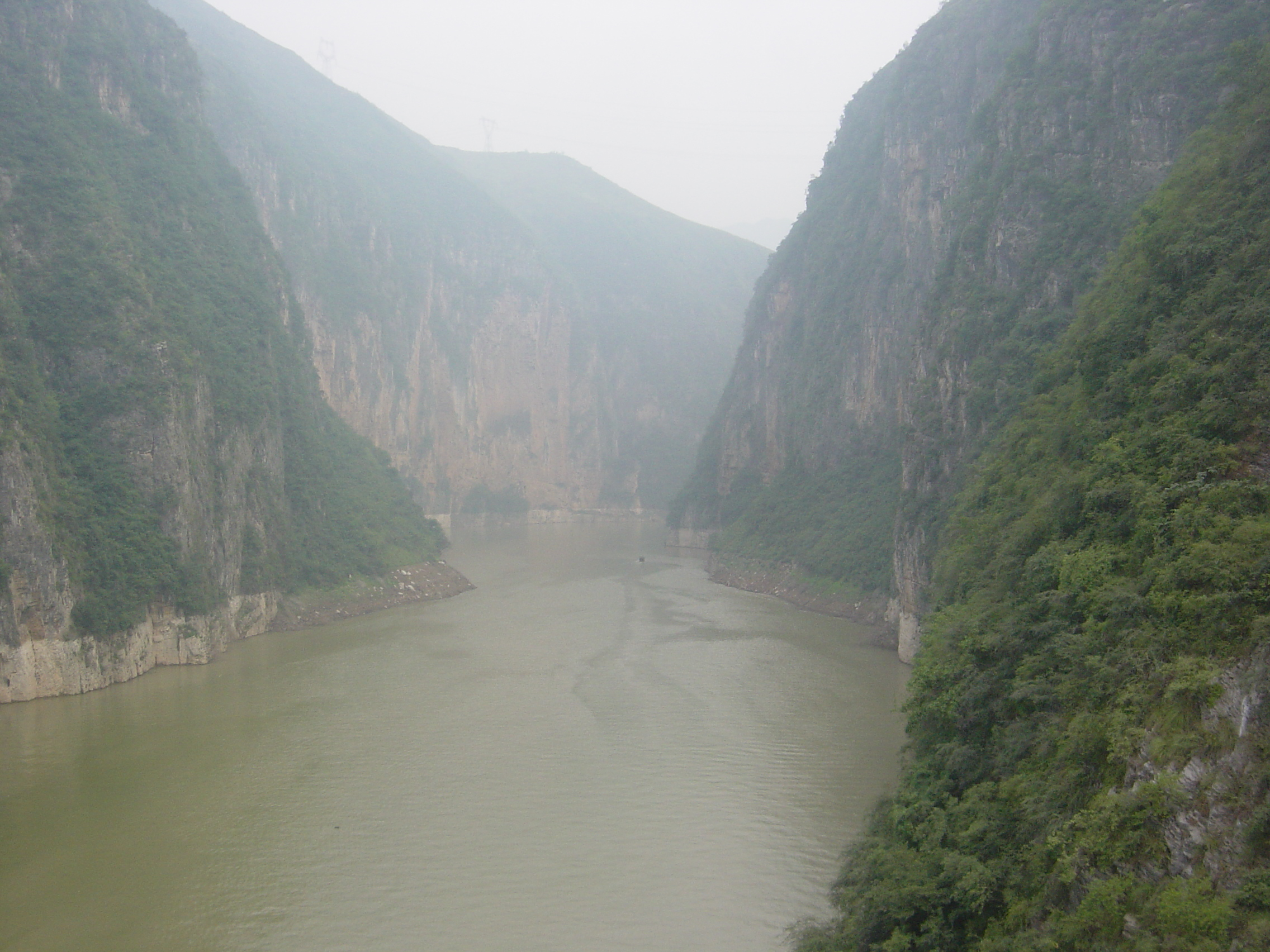
大寧河の「小三峡」（2007年）

下部に2街道、11鎮、11郷、2民族郷を管轄する。
- 街道:高唐街道、竜門街道
- 鎮:巫峡鎮、廟宇鎮、大昌鎮、福田鎮、竜渓鎮、双竜鎮、官陽鎮、騾坪鎮、抱竜鎮、官渡鎮、銅鼓鎮
- 郷:両坪郷、曲尺郷、建坪郷、大渓郷、金坪郷、平河郷、当陽郷、竹賢郷、三渓郷、培石郷、篤坪郷
- 民族郷:紅椿トゥチャ族郷、鄧家トゥチャ族郷

## 観光
- 長江三峡
- 支流の小三峡（大寧河の竜門峡・巴霧峡・適翠峡）及びさらにその支流に当たる小小三峡がある。
- 神女峰をはじめとする巫山には「三台八景十二峰」の景勝地が位置する。
- 2003年より開始された三峡ダムの第二期蓄水のあと、湖域が拡大し観光地区の峡谷が船舶による連絡が可能となった。
- 1991年、長江三峡、小三峡はともに中国の有名な観光地トップ40に選ばれ、2001年には国家AAAA級旅游景区に選ばれた。一日あたり8000人の観光客を受け入れ出来るようになり、一年間で100万人の観光客が訪れるほど中国でも有数の観光都市である。

## 交通

### 空港
- 重慶巫山空港（中国語版）

### 鉄道
- 鄭渝高速鉄道（中国語版）
  - 巫山駅

### 道路
- 高速道路
  -  滬蓉高速道路
  -  城巫高速道路
- 国道
  - G348国道（中国語版）

## 健康・医療・衛生
- 巫山県人民医院
- 巫山県中医院
- 巫山県婦幼保健院

## 考古学
- 巫山人 - 竜骨坡遺跡
- 大渓文化 - 長江文明